# 五子连珠 (电子游戏)
《五子连珠》是1983年在日本红白机发行的五子连珠游戏，后来在Virtual Console平台再版。游戏还收录于2001年GameCube游戏《动物之森+》中。

## 玩法
如同五子连珠的玩法，游戏黑白双方交替在棋盘交叉点上落子，先连成5子的一方取得当局胜利，每场游戏有6局。游戏的珠型由电脑随机指定，即前3手由电脑自动布置，白方直接行走第4手。游戏有黑方三三等禁手规则。
游戏有单人对局和双人对局两种模式。单人对局电脑又分初级、中级和上级三种模式，初级有四三棋型闪烁提示等功能，中级取消了提示功能，上级更有行棋时间限制。